# 佐々木誠二
佐々木 誠二（ささき せいじ、1965年1月11日 - ）は、日本の俳優、声優。埼玉県出身。劇団昴所属。

## 人物
特技はボクシング。趣味は読書、映画鑑賞。

## 出演
太字はメインキャラクター。

### テレビアニメ
1997年
- 手塚治虫の旧約聖書物語（隊長）
- 名探偵コナン（中村英則）

1998年
- デビルマンレディー（ディレクター）

1999年
- 週刊ストーリーランド（刑事2）

2000年
- 女神候補生（教官）
- ワイルドアームズ トワイライトヴェノム（ルシエド）

2001年
- シャーマンキング（ブンスター）
- ニャニがニャンだー ニャンダーかめん（ロックマン）
- はじめの一歩（2001年 - 2013年、篠田トレーナー、愛子の兄） - 3シリーズ

2002年
- 犬夜叉（瓦丸）
- OVERMANキングゲイナー（キッズ・ムント）
- 十二国記（靖共）
- ヒートガイジェイ（オサ）

2003年
- カレイドスター（パック）
- SPACE PIRATE CAPTAIN HERLOCK（司令官）
- DEAR BOYS（土橋大吉）
- TEXHNOLYZE（乾健）

2004年
- 頭文字D Fourth Stage（川井淳郎）
- 巌窟王（X侯爵）
- 北へ。〜Diamond Dust Drops〜（マスター〈弟〉）
- SAMURAI 7（アヤマロ）
- サムライチャンプルー（鬼若丸）
- 鋼の錬金術師（シグ）
- ポケットモンスター アドバンスジェネレーション（ボルト）
- ONE PIECE（2004年 - 2024年、マーレイ兄、ブルーノ、ミツボシ、スクアード）

2005年
- 交響詩篇エウレカセブン（司令官）

2006年
- ザ・サード 〜蒼い瞳の少女〜（コンウェル）
- 獣王星（茶輪トップ）
- シルクロード少年 ユート（高仙芝）
- 天保異聞 妖奇士（本庄辰輔）
- BLACK CAT（ギルバー）
- まじめにふまじめ かいけつゾロリ（黒服B）

2007年
- 怪 〜ayakashi〜 「化猫」（坂井伊顕、伊行の若い頃）
- BACCANO! -バッカーノ!-（グスターヴォ・バジェッタ）
- 祝!(ハピ☆ラキ)ビックリマン（海魔ネプチューブ）
- モノノ怪 「化猫」（木下文平）

2008年
- アリソンとリリア（イーエン）
- イナズマイレブン（2008年 - 2014年、影山零治 / ミスターK / 黒岩流星、大野伝助、五利慎吾、ホルヘ・オルデガ、ジュード・ゴードン） - 3シリーズ
- 機動戦士ガンダム00（連邦事務総長、連邦大統領、カタロン幹部、カタロン艦長） - 2シリーズ
- ゴルゴ13（マック・ジョンソン）

2009年
- ドラゴンボール改（リクーム）
- 鋼の錬金術師 FULLMETAL ALCHEMIST（シグ・カーティス）

2010年
- アイアンマン（リゲラ）
- COBRA THE ANIMATION（ジェロニモ）
- 侵略!イカ娘（2010年 - 2011年、ハリス） - 2シリーズ

2011年
- X-MEN（久子の父）

2012年
- ダンボール戦機W（M・ゴジョー）
- ポケットモンスター ベストウイッシュ（リンゾー）

2013年
- ONE PIECE エピソードオブメリー 〜もうひとりの仲間の物語〜（ブルーノ）

2018年
- イナズマイレブン アレスの天秤 / オリオンの刻印（2018年 - 2019年、影山零治） - 2シリーズ

2019年
- 文豪ストレイドッグス（店長）

### 劇場アニメ
2000年
- 機動戦士ガンダム 特別版（クラウン）

2001年
- サクラ大戦 活動写真（陸軍将校）

2002年
- ∀ガンダムI 地球光

2003年
- 茄子 アンダルシアの夏（ザメンホフ）

2004年
- ハウルの動く城（港町の魚屋）
- ONE PIECE 呪われた聖剣（ビスマルク）

2005年
- 劇場版 鋼の錬金術師 シャンバラを征く者（シグ・カーティス）

2006年
- 劇場版ポケットモンスター アドバンスジェネレーション ポケモンレンジャーと蒼海の王子 マナフィ（カイ）

2008年
- HIGHLANDER ハイランダー 〜ディレクターズカット版〜（マライケ）

2009年
- テイルズ オブ ヴェスペリア 〜 The First Strike 〜（街の人々）

2010年
- 劇場版イナズマイレブン 最強軍団オーガ襲来（影山零治）

2011年
- キズナ一撃（ジャイアント・ガガ）

2018年
- ANEMONE/交響詩篇エウレカセブン ハイエボリューション（オリバー・ブラウン）

2022年
- ONE PIECE FILM RED（ブルーノ）

2024年
- 映画 イナズマイレブン総集編 伝説のキックオフ（影山零治）

### OVA
1998年
- 鉄拳 -TEKKEN-（ブルース・アーヴィン）

2002年
- ナースウィッチ小麦ちゃんマジカルて（長官）
- マクロス ゼロ（ロバート艦長）

2003年
- はじめの一歩 間柴vs木村 死刑執行（篠田トレーナー）
- 新・北斗の拳（ギース）

2007年
- 頭文字D BATTLE STAGE 2（川井淳郎）
- 茄子 スーツケースの渡り鳥（ザンコーニ）

2010年
- 鋼の錬金術師 FULLMETAL ALCHEMIST DVD 第9巻 映像特典「師匠物語」/「師匠初恋物語」（シグ・カーティス）

2013年
- 侵略!!イカ娘 オリジナルアニメーション2013SUMMER（ハリス）※コミックス第14巻OVA付き限定版

2014年
- 侵略!イカ娘（ハリス）※コミックス第17巻OVA付き限定版

### Webアニメ
- ポケモンジェネレーションズ（2016年、マツブサ）
- イナズマイレブン アウターコード（2017年、影山零治、大野伝助）

### ゲーム
2000年
- パンチマニア 北斗の拳（フドウ）

2003年
- 頭文字D Special Stage（川井淳郎）

2004年
- ジャック×ダクスター2（オラクルの像、クリムゾンガード）
- 十二国記 -赫々たる王道 紅緑の羽化-（靖共）

2005年
- 機動戦士ガンダム 一年戦争（クラウン）
- ONE PIECE パイレーツカーニバル（ブルーノ）

2006年
- サムライチャンプルー HIPHOPサムライアクション（黄土鬼、かぶと虫相撲屋）

2007年
- BLADESTORM 百年戦争（イングランド王）
- ONE PIECE アンリミテッドアドベンチャー（ブルーノ）

2008年
- ガンダム無双2（クラウン）
- スーパーロボット大戦Z（キッズ・ムント）

2009年
- イナズマイレブン シリーズ（2009年 - 2010年、影山零治 / ミスターK） - 2作品

2009年
- ドラゴンボール レイジングブラスト（リクーム）
- 鋼の錬金術師 FULLMETAL ALCHEMIST 黄昏の少女（シグ・カーティス）

2010年
- Another Century's Episode:R（ロバート艦長）
- ドラゴンボール タッグバーサス（リクーム）
- ドラゴンボール レイジングブラスト2（リクーム）

2011年
- イナズマイレブン ストライカーズ（2011年 - 2012年、大野伝助、牧谷寛） - 3作品
- ONE PIECE アンリミテッドクルーズ スペシャル（スクアード）
- ドラゴンボール改 アルティメット武闘伝（リクーム）

2012年
- 機動戦士ガンダム オンライン（クラウン）
- ワンピース 海賊無双（2012年 - 2020年、ブルーノ） - 4作品
- ワンピース ROMANCE DAWN 冒険の夜明け（ブルーノ）
- ONE PIECE ワンピーベリーマッチIC（ブルーノ）

2013年
- イナズマイレブンGO ギャラクシー ビッグバン/スーパーノヴァ（黒岩流星）
- 真・ガンダム無双（クラウン）

2015年
- ドラゴンボールZ 超究極武闘伝（リクーム）
- ドラゴンボール ゼノバース（リクーム）

2016年
- ドラゴンボール ゼノバース2（リクーム）
- ドラゴンボールフュージョンズ（リクーム）

2018年
- ドラゴンボール ファイターズ（リクーム）

2019年
- SEKIRO: SHADOWS DIE TWICE

2020年
- ドラゴンボールZ カカロット（リクーム）

2022年
- 鋼の錬金術師 MOBILE（シグ・カーティス）

2023年
- ドラゴンボール ザ ブレイカーズ（リクーム）

2024年
- ドラゴンボール Sparking! ZERO（リクーム）

### ドラマCD
- CHRNO CRUSADE（アイオーン）
- 十二国記 ドラマCD 夢3章（靖共）
- 侵略!?イカ娘「じゃなイカ?」（ハリス）

### 吹き替え

#### 担当俳優
クリストファー・ジャッジ
- アンドロメダ（アキレス / ヘクター〈戦艦ラス・オブ・アキレスのAI及びアンドロイド / 戦艦レゾリューション・オブ・ヘクターAI及びアンドロイド〉）
- スターゲイトシリーズ（ティルク）
  - スターゲイト SG-1
  - スターゲイト アトランティス
  - スターゲイト コンティニュアム ザ・ムービー
  - スターゲイト 真実のアーク

#### 映画
- アイアン・カウボーイズ ミーツ・ゴーストライダー（シルバーライダー〈ジム・ジャームッシュ〉）
- 悪人に平穏なし（レイバ〈フアンホ・アルテーロ〉[8]）
- アフターショック/ニューヨーク大地震（アレン〈ロジャー・クロス〉）
- 甘い人生
- アレキサンダー
- アンダーワールド（カーン〈ロビー・ジー〉）
- イン・ジャングル 地獄からの脱出（ロッド・ダンバー〈マイケル・ライリー〉）
- インタビュー・ウィズ・ヴァンパイア ※テレビ東京版
- 愛しのアクアマリン（レナード〈ブルース・スペンス〉）
- エイリアン4（クリスティーン〈ゲイリー・ドゥーダン〉）
- エンバイロン（ジェイコブ〈G・W・スティーヴンス〉）
- オシアの大冒険（マーク・オシア）
- 案山子男（デュフォーク〈エマニュエル・イティエ〉）
- キングソロモン（ウンボパ〈ポール・ロブスン〉）※PDDVD版
- ギャング・オブ・ニューヨーク
- クラッシュ・ダイブ 急速潜航（コリンズ）※フジテレビ版
- クリスマスの贈り物（ルート / タイソン〈タイリース・ギブソン〉）
- 猿の大陸（司祭）
- サウンド・オブ・サイレンス（マックス・ダンリービー	〈コンラッド・グード〉）※テレビ朝日版
- シリアナ（ムサウィ〈マーク・ストロング〉）
- ジキル博士はミス・ハイド（ラリー〈スティーブン・シェレン〉）※フジテレビ版
- ジングル・オール・ザ・ウェイ（ターボマン〈ダニエル・リオーダン〉、モールの客、ルイーザ）※テレビ版
- スズメバチ ※テレビ東京版
- スターゲイト・ミレニアム（ルピノ〈アンソニー・クリヴロ〉、スコッチ、その他）
- スネーク・アイズ
- 戦火の勇気（スティーブン・アルタマイヤー〈セス・ギリアム〉）※フジテレビ版
- 007 死ぬのは奴らだ（ティー・ヒー〈ジュリアス・ハリス〉）※ソフト版
- 007 ワールド・イズ・ノット・イナフ（チャールズ・ロビンソン〈コリン・サーモン〉）※テレビ朝日版
- テンペスト（グラント将軍）
- ディープ・ライジング（シャンドウ市長〈ピーター・バトラー〉）
- 天地激闘 マオトン峠の大決戦（ナーセン〈テュ・メン〉）
- DENGEKI 電撃（ユーセルディンガー〈マシュー・G・テイラー〉）
- 永遠に美しく…（エルビス、男客2）
- トランスポーター ※テレビ朝日版
- ドリームズ カム トゥルー（ジョシュア・ララビー博士〈ローレンス・フィッシュバーン〉）
- バードケージ
- ハムナプトラ2/黄金のピラミッド（ロック・ナー〈アドウェール・アキノエ＝アグバエ〉）※フジテレビ版
- バロウズの妻（ドワイト〈トミー・ペルナ〉）
- 陽だまりのグラウンド
- プライベート・ライアン ※テレビ朝日版
- フォーン・ブース
- ブラッド・ワーク（ミカイル・ボロトフ〈イゴール・ジジキン〉）※テレビ版
- ヘラクレス 帝国の侵略（ヘラクレス）
- マイ・ビッグ・ファット・ライフ!
- ミート・ザ・ペアレンツ（空港からの運送屋）
- 未知との遭遇（捜索隊隊長）
- モッド・スクワッド（トリッキー〈サム・マクマレー〉）
- ランダム・ハーツ（アルシー〈チャールズ・S・ダットン〉）※日本テレビ版

#### ドラマ
- ARROW/アロー シーズン5（コンスタンチン・コヴァール〈ドルフ・ラングレン〉）
- イ・サン
- WITHOUT A TRACE/FBI 失踪者を追え! シーズン1 #22
- L.A.大捜査線 マーシャル・ロー（アレックス・ポートマン〈マイク・スター〉、テレル・パーカー〈アーセニオ・ホール〉）
- エージェント・オブ・シールド シーズン3（タット）
- エージェント・オブ・シールド シーズン4（ブリッグズ）
- オールイン 運命の愛（トラック運転手）
- グッド・ワイフ6
- クリミナル・マインド FBI行動分析課
  - シーズン2（SWAT隊長）
  - シーズン3（エージェント・フィリー）
  - シーズン6（ビル・コッドウィン刑事）
  - シーズン12
- ゲーム・オブ・スローンズ（ルース・ボルトン公〈マイケル・マケルハットン〉、ダグマー1等航海士〈ラルフ・アイネソン〉）
- 刑事フォイル #9, #10
- ザ・ホワイトハウス4 #9（レイニー）
- ザ・プラクティス ボストン弁護士ファイル（ワトソン判事〈トム・バリー〉）
- 女王ヴィクトリア 愛に生きる
- シナリオライターは君だ!（イラーリオ〈カルロス・クイン〉）
- CSI:3 科学捜査班 #16（タビアン・トゥームズ）
- CSI:マイアミ #4（フェン・ウィック刑事〈エリック・キング〉）
- CSI:マイアミ2 #20（フレッド・ラター）
- CSI:マイアミ4、5（ジョセフ・ラトナー主任判事〈ウィリアム・アレン・ヤング〉）
- 朱蒙（扶芬奴〈パク・キョンファン〉）
- スタートレック:ヴォイジャー（ベータ・ヒロージェン）
- スピン・シティ（ダンカン〈ジェフリー・C・ユーイング〉）
- SCORPION/スコーピオン シーズン2 #2（デューク）
- 太王四神記（チョク・ファン〈チョン・ジュファン〉）
- デスパレートな妻たち2（ジェリー）
- ドクター・フー（サイバーマン）
- Dr.HOUSE シーズン2（クラレンス〈LL・クール・J〉）
- ニキータ（ラドバン・ルカ〈ネッド・ブコヴィッチ〉）
- ハイスクール・ウルフ シーズン2 #23（ブロンコ）
- バビロン5（ウォーカー・スミス〈グレゴリー・マッキンニー〉）
- パワーレンジャー・ロスト・ギャラクシー（マグナ・ガーディアン）
- バフィー 〜恋する十字架〜 収穫（ルーク〈ブライアン・トンプソン〉）
- 馬医（カン・ジョンドゥ〈ソ・ボムシク〉）
- HAWAII FIVE-0（グレッグ・ウィンター〈クレイトン・ノークロス〉）
- プリーチャー（サタン）
- BOSCH/ボッシュ（アーヴィン・アーヴィング〈ランス・レディック〉）
- BONES（サム・ポッター〈スコット・ローレンス〉）
- HOMELAND シーズン5（ハジーク・サイード）
- Major Crimes 〜重大犯罪課 シーズン4（マスタッシュ・キング）
- ライ・トゥ・ミー 嘘は真実を語る（ロン・マーシャル〈トミー・フラナガン〉）
- リーサル・ウェポン シーズン2（スコッティ・ピッペン〈本人〉）

#### アニメ
- アベンジャーズ・アッセンブル（ブロク）
- ザ・バットマン（メタロー / ジョン・コーベン）
- ジャスティス・リーグ（ジョン・ジョーンズ、メタロ / ジョン・コーベン、ジョナサン・ケント）
- シャドウレイダース（グレイブハート）
- スーパーマン（ジョナサン・ケント、メタロ/ジョン・コーベン、スール・ベン 他）
- スパイダーマン（ロニー・トンプソン・リンカーン / トゥームストーン）
- ティーン・タイタンズ（ジョニー・ランシド）
- LEGOスーパー・ヒーローズ：ジャスティス・リーグ 悪の軍団誕生（マーシャン・マンハンター）
- LEGOバットマン:ザ・ムービー <ヒーロー大集合>（メタロー / ジョン・コーベン）

### テレビドラマ
- 大人は判ってくれない（1992年、フジテレビ）
- まだ喝采がきこえる（フジテレビ）
- 水曜ミステリー9 女三代 如月法律事務所2〜もう一つの真実〜（2013年、テレビ東京）
- 月曜ゴールデン ホームドクター・神村愛2（2013年、TBS）

### 映画
- ちぐ☆はぐ tig hug
- わが母の記（2011年）

### 特撮
- 海賊戦隊ゴーカイジャー（2011年、スターグルの声）
- 特命戦隊ゴーバスターズ（2012年、メサイアの声）

### CM
- 後楽園遊園地 タワーハッカー（ナレーション）
- 資源エネルギー庁 ラジオCM
- AXNスターゲイトスペシャルCM（クリストファー・ジャッジの声）
- WebCM「ファッション童話 金の服、銀の服」（2016年、ランウェイチャンネル） - オシャレの神様 ※実写出演
- 快適すぎて動けなくなる魔法のソファ・Yogibo（ヨキボー）CM（刑事の声）
- 森永製菓ミルクココア「カカオ70大人の癒し篇」（2016年） - カメラマン
- JA共済CM「働くわたしのささエール」（2018年） - カメラマン
- WebCM パーフェクトワールドM「え？誰もいないはずの山奥で24時間生活していたらとんでもない事態が発生した...。」（2020年、北の打ち師達）- 謎のおじさん ※実写出演

### 舞台
- 金の卵1960 あすなろう（田所）
- プラザ・スゥィート（ロイ）
- ヘレン・ケラーとサリヴァン先生（アーサー・ケラー）

1988年
- アルプスの少女ハイジ

1989年
- エデンの東（1989年 - 1991年）

1990年
- かもめ

1991年
- 寺院の殺人

1992年
- Road‐ロード
- リア王（オルバニー公爵）

1993年
- 命を弄ぶ男ふたり
- エリザベス（1993年 - 1995年、兵士）

1994年
- クリスマスキャロル（1994年 - 1998年、商人1、鶏屋、フレッド・パーティの客）
- オセロー

1996年
- 修道女（セラファン神父）

2003年
- マクベス（マクダフ）

2006年
- プラザ・スイート

2008年
- ジュリアス・シーザー Julius Caesar

2009年
- 金の卵1970〜神田川哀歌〜

2010年
- 舞台版 イナズマイレブン（影山零治〈声の出演〉）
- スタア（唐木〈芸能記者〉）

2011年
- クルーシブル〜るつぼ〜（ジョン・プロクター）

2012年
- 暗いところで待ち合わせ（ミチルの父）
- 危機一髪（ペイリー 他）

2013年
- 汚れた手（イヴァン）

2014年
- BLUE（店主）
- 昭和極道怪異聞ジンガイラ 仁我狗螺（ナレーション）
- 朗読劇 火の鳥（猿田彦）

2015年
- 十二夜（ヴァレンタイン）

2016年
- ヴェニスの商人（グラシャーノー）
- THE GREEKS（アイギストス）

2018年
- アシバー〜沖縄遊侠伝〜（上原勝男〈カッチャン〉）

2025年
- ガラスの動物園

### モーションコミック
- 新宿スワン（2017年、山城神）